# 绣球蔷薇
绣球蔷薇（学名：Rosa glomerata）为蔷薇科蔷薇属下的一个种。

## 扩展阅读
- 維基物種上的相關：绣球蔷薇